# Дуб довгожитель
Дуб довгожи́тель — ботанічна пам'ятка природи місцевого значення в Україні. Об'єкт розташований на території міста Обухів Київської області. 
Площа — точковий об'єкт, статус отриманий у 2018 році. Перебуває у віданні: Обухівська міська рада. 
Один з найстаріших екземплярів дуба звичайного віком біля 400 років, заввишки 26—28 м і завтовшки 150 см. На висоті 1,3 м дерево має в обхваті 4,7 м.